# Кіностудія

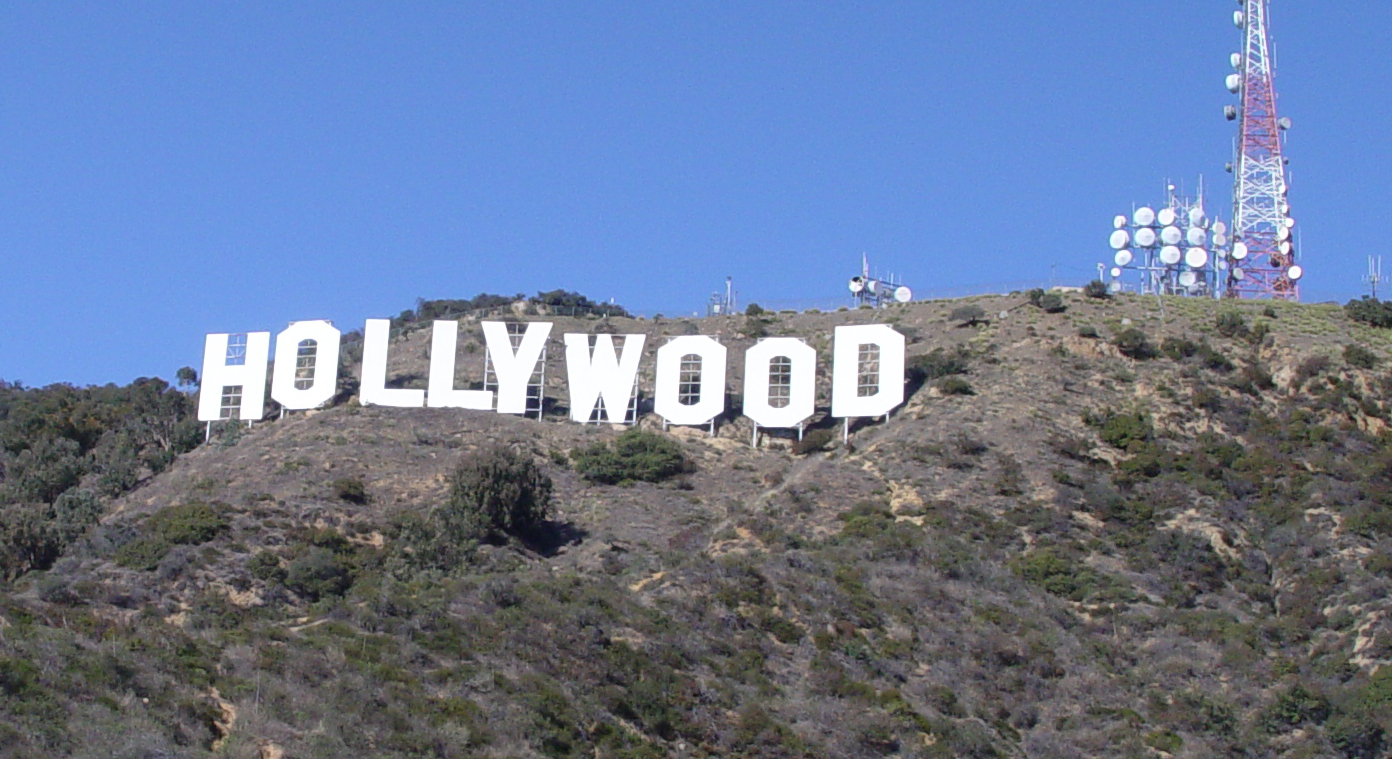
Голлівуд

Кіносту́дія — це підприємство, що створює кінофільми.
Залежно від характеру фільмів розрізняють кіностудії:
- художніх фільмів,
- документальних фільмів,
- науково-популярних і навчальних фільмів,
- мультиплікаційних фільмів.

Склад кіностудії:
- знімальна група (режисер-постановник, актори, художники, оператори, звукооператори, звукооформителі, музиканти, інженерно-технічні працівники, робітники, гримери, монтажери, фахівці з комбінованих зйомок;
- сценарний відділ;
- відділ декоративно-технічних споруджень,
- цеху знімальної техніки, звукотехнічний, світлотехнічний, комбінованих зйомок, монтажу й обробки фільмів

Найбільша українська кіностудія ― Національна кіностудія імені Олександра Довженка.